# Jim Bradley
James Arthur "Jim" Bradley (East Chicago, Indiana, 16 de marzo de 1952 - Portland, Oregón, 20 de febrero de 1982) fue un jugador de baloncesto estadounidense que disputó tres temporadas en la ABA, además de jugar un año en la AABA. Con 2,03 metros de estatura, jugaba en la posición de ala-pívot.

## Trayectoria deportiva

### Universidad
Jugó durante dos temporadas con los Huskies de la Universidad del Norte de Illinois, en las que promedió 23,1 puntos y 16,8 rebotes por partido.

### Profesional
Fue elegido en la cuadragésimo octava posición del Draft de la NBA de 1974 por Los Angeles Lakers aunque previamente el año anterior lo fue también en el draft de la ABA por los San Diego Conquistadors, aunque acabó fichando en el mes de enero de 1974 por los Kentucky Colonels. Allí acabó la temporada promediando 8,3 puntos y 6,1 rebotes por partido.
Tras una temporada más con los Colonels, en la que se proclamaron campeones de liga tras derrotar en las Finales a los Indiana Pacers, fichó como agente libre por los Denver Nuggets, donde disputó únicamente siete partidos, en los que promedió 4,6 puntos y 4,3 rebotes.

## Estadísticas de su carrera en la ABA

### Temporada regular
| Temporada | Edad | Equipo            | Liga | Pos. | P  | TIT | MIN  | TC  | TCA | %TC  | 3P  | 3PA | %3P  | 2P  | 2PA | %2P  | TL  | TLA | %TL  | R.OF. | R.DEF. | REB | ASIS | ROB | TAP | PER | FP  | PTS |
| 1973-74   | 21   | Kentucky Colonels | ABA  | SF   | 35 |     | 25.3 | 3.7 | 8.8 | .421 | 0.0 | 0.1 | .000 | 3.7 | 8.8 | .423 | 0.9 | 1.3 | .705 | 1.9   | 4.2    | 6.1 | 1.4  | 1.1 | 0.8 | 1.6 | 3.0 | 8.3 |
| 1974-75   | 22   | Kentucky Colonels | ABA  | PF   | 56 |     | 16.5 | 2.6 | 5.8 | .440 | 0.0 | 0.1 | .000 | 2.6 | 5.8 | .446 | 1.4 | 1.8 | .738 | 1.8   | 3.3    | 5.1 | 1.2  | 0.5 | 0.5 | 1.3 | 2.0 | 6.5 |
| 1975-76   | 23   | Denver Nuggets    | ABA  | PF   | 7  |     | 15.3 | 2.1 | 5.4 | .395 | 0.0 | 0.0 |      | 2.1 | 5.4 | .395 | 0.3 | 0.4 | .667 | 0.6   | 3.7    | 4.3 | 1.6  | 0.7 | 0.7 | 0.7 | 3.7 | 4.6 |
| Total     |      |                   | ABA  |      | 98 |     | 19.5 | 2.9 | 6.9 | .429 | 0.0 | 0.1 | .000 | 2.9 | 6.8 | .433 | 1.1 | 1.5 | .727 | 1.8   | 3.6    | 5.4 | 1.3  | 0.7 | 0.6 | 1.4 | 2.5 | 7.0 |

### Playoffs
| Temporada | Edad | Equipo            | Liga | Pos. | P  | TIT | MIN  | TC  | TCA | %TC  | 3P  | 3PA | %3P | 2P  | 2PA | %2P  | TL  | TLA | %TL  | R.OF. | R.DEF. | REB | ASIS | ROB | TAP | PER | FP  | PTS |
| 1973-74   | 21   | Kentucky Colonels | ABA  | SF   | 8  |     | 20.3 | 3.4 | 8.6 | .391 | 0.0 | 0.0 |     | 3.4 | 8.6 | .391 | 0.8 | 1.4 | .545 | 1.3   | 3.6    | 4.9 | 1.0  | 0.4 | 0.6 | 1.6 | 2.6 | 7.5 |
| 1974-75 ❍ | 22   | Kentucky Colonels | ABA  | PF   | 4  |     | 5.0  | 0.0 | 1.8 | .000 | 0.0 | 0.0 |     | 0.0 | 1.8 | .000 | 0.3 | 0.5 | .500 | 0.8   | 1.0    | 1.8 | 0.8  | 0.3 | 0.0 | 0.5 | 0.8 | 0.3 |
| Total     |      |                   | ABA  |      | 12 |     | 15.2 | 2.3 | 6.3 | .355 | 0.0 | 0.0 |     | 2.3 | 6.3 | .355 | 0.6 | 1.1 | .538 | 1.1   | 2.8    | 3.8 | 0.9  | 0.3 | 0.4 | 1.3 | 2.0 | 5.1 |

## Muerte
El 20 de febrero de 1982 murió asesinado por un disparo por la espalda a los 29 años, en Portland, Oregón. Más tarde, la policía determinó que recibió un disparo en la espalda en un trato relacionado con drogas.